# Paul Karch Jr.
Paul Joseph Karch Jr. (* 14. Februar 2002) ist ein US-amerikanischer Fußballspieler.

## Karriere
Karch wechselte zur Saison 2022/23 vom Beaman United FC nach Tschechien zum FK Pardubice, für dessen Reserve er spielte. Insgesamt kam er für Pardubice B zu neun Einsätzen in der Česká fotbalová liga. Zur Saison 2023/24 wechselte er zum österreichischen Regionalligisten Kremser SC. Für die Niederösterreicher absolvierte Karch in jener Spielzeit zehn Partien in der Regionalliga Ost.
Zur Saison 2024/25 wechselte der Verteidiger zum Zweitligisten SV Horn, bei dem er einen bis Juni 2025 laufenden Vertrag erhielt. Sein Debüt in der 2. Liga gab er im August 2024, als er am zweiten Spieltag jener Saison gegen die SV Ried in der 80. Minute für Din Barlov eingewechselt wurde. Für Horn kam er zu 20 Zweitligaeinsätzen, ehe der Verein zu Saisonende aus der 2. Liga abstieg. Daraufhin verließ er Horn wieder.